# 51/50 Ratchet
51/50 Ratchet är rapparen Hurricane Chris debutalbum, släppt 23 oktober 2007. Albumet debuterade på plats 24 på Billboard 200. 
Albumet har enligt SoundScan sålts i över 200.000 kopior. 

## Låtlista
1. "Getting Money" (feat. Nicole Wray)
2. "A Bay Bay"
3. "Doin' My Thang" (feat. Big Poppa of Ratchet City)
4. "New Fashion"
5. "The Hand Clap" (feat. Big Poppa of Ratchet City)
6. "Walk Like That"
7. "Touch Me"
8. "Leaving You"
9. "Do Something"
10. "Bang" (feat. Big Poppa of Ratchet City & Bigg Redd)
11. "Beat in My Trunk"
12. "Playas Rock" (feat. Boxie)
13. "Momma" (feat. Nicole Wray)
14. "A Bay Bay (The Ratchet Remix)" (feat. The Game, Lil' Boosie, Birdman, E-40, Angie Locc of Lava House, & Jadakiss)

## Singlar
- 11 juni 2007 - A Bay Bay
- 8 augusti 2007 - The Hand Clap
- 2008 - Playas Rock